# Cynthia Coull
Cynthia Coull (Greenfield Park, Quebec, 1965) é uma ex-patinadora artística canadense. Ela conquistou com Mark Rowsom uma medalha de bronze em campeonatos mundiais, uma medalha de ouro e uma de prata no Skate Canada International, uma medalha de bronze no NHK Trophy e foi três vezes campeã do campeonato nacional canadense. Ela também competiu no individual feminino, onde conquistou uma medalha de prata no NHK Trophy e uma medalha de prata e duas de bronze no campeonato nacional canadense.

## Principais resultados

### Duplas com Mark Rowsom
| Campeonato Mundial                                    | 9.ª              | 7.ª               | 7.ª               | Medalha de bronze | 6.ª             |  |  |  |  |  |  |  |  |  |  |
| NHK Trophy                                            |                  |                   | Medalha de bronze |                   |                 |  |  |  |  |  |  |  |  |  |  |
| Skate America                                         | 4.ª              |                   |                   |                   |                 |  |  |  |  |  |  |  |  |  |  |
| Skate Canada International                            |                  |                   | Medalha de prata  |                   | Medalha de ouro |  |  |  |  |  |  |  |  |  |  |
| Nacional                                              |                  |                   |                   |                   |                 |  |  |  |  |  |  |  |  |  |  |
| Campeonato Canadense                                  | Medalha de prata | Medalha de bronze | Medalha de ouro   | Medalha de ouro   | Medalha de ouro |  |  |  |  |  |  |  |  |  |  |
|                                                       |                  |                   |                   |                   |                 |  |  |  |  |  |  |  |  |  |  |
| Legenda: Competição não foi disputada nesta temporada |                  |                   |                   |                   |                 |  |  |  |  |  |  |  |  |  |  |

### Individual feminino
| Campeonato Mundial                                    |                   |                   | 10.ª             |                  |  |  |  |  |  |  |  |  |  |  |  |
| NHK Trophy                                            |                   |                   | 7.ª              | Medalha de prata |  |  |  |  |  |  |  |  |  |  |  |
| Skate America                                         |                   | 5.ª               |                  |                  |  |  |  |  |  |  |  |  |  |  |  |
| Skate Canada International                            |                   |                   | 8.ª              |                  |  |  |  |  |  |  |  |  |  |  |  |
| Nacional                                              |                   |                   |                  |                  |  |  |  |  |  |  |  |  |  |  |  |
| Campeonato Canadense                                  | Medalha de bronze | Medalha de bronze | Medalha de prata |                  |  |  |  |  |  |  |  |  |  |  |  |
|                                                       |                   |                   |                  |                  |  |  |  |  |  |  |  |  |  |  |  |
| Legenda: Competição não foi disputada nesta temporada |                   |                   |                  |                  |  |  |  |  |  |  |  |  |  |  |  |